# Seguimos por lo Altoǃ
Seguimos por lo Altoǃ es el tercer álbum de estudio del grupo colombiano de vallenato Binomio de Oro de América, desde su refundación en 1993; fue lanzado en octubre de 1997 por Codiscos y producido por el acordeonero y director de agrupación Israel Romero.
Es el segundo álbum de la agrupación con los vocalistas Jean Carlos Centeno y Jorge Celedón. El álbum cuenta con sencillos clásicos del grupo, como Amigo El Corazón, No Te Quiero Perder, Mis Hojas Secas, Manantial De Amor y Diferentes Destinos.